# Campeonato Mundial de Biatlón de 2012
El XLVIII Campeonato Mundial de Biatlón se celebró en la localidad alpina de Ruhpolding (Alemania) entre el 29 de febrero y el 11 de marzo de 2012 bajo la organización de la Unión Internacional de Biatlón (IBU) y la Federación Alemana de Biatlón.

## Resultados

### Masculino
| Evento                        | Oro                                                                                            | Plata                                                                               | Bronce                                                                                   |
| ----------------------------- | ---------------------------------------------------------------------------------------------- | ----------------------------------------------------------------------------------- | ---------------------------------------------------------------------------------------- |
| 10 km velocidad (03.03)       | Martin Fourcade Francia 24:18,6                                                                | Emil Hegle Svendsen · Noruega · 24:33,7                                             | Carl Johan Bergman · Suecia · 24:36,3                                                    |
| 20 km individual (06.03)      | Jakov Fak Eslovenia 46:48,2                                                                    | Simon Fourcade Francia 46:55,2                                                      | Jaroslav Soukup · República Checa · 47:00,5                                              |
| 12,5 km persecución (04.03)   | Martin Fourcade Francia 33:39,4                                                                | Carl Johan Bergman · Suecia · 33:44,6                                               | Anton Shipulin · Rusia · 34:01,5                                                         |
| 15 km salida en grupo (11.03) | Martin Fourcade Francia 38:25,4                                                                | Björn Ferry · Suecia · 38:28,4                                                      | Fredrik Lindström · Suecia · 38:28,8                                                     |
| Relevos 4 × 7,5 km (09.03)    | Noruega · Ole Einar Bjørndalen · Rune Brattsveen · Tarjei Bø · Emil Hegle Svendsen · 1:17:26,8 | Francia Jean-Guillaume Béatrix Simon Fourcade Alexis Bœuf Martin Fourcade 1:17:56,5 | Alemania · Simon Schempp · Andreas Birnbacher · Michael Greis · Arnd Peiffer · 1:18:19,8 |

### Femenino
| Evento                          | Oro                                                                                      | Plata                                                                                | Bronce                                                                           |
| ------------------------------- | ---------------------------------------------------------------------------------------- | ------------------------------------------------------------------------------------ | -------------------------------------------------------------------------------- |
| 7,5 km velocidad (03.03)        | Magdalena Neuner · Alemania · 21:07,0                                                    | Daria Domracheva · Bielorrusia · 21:22,2                                             | Viktoriya Semerenko · Ucrania · 21:44,6                                          |
| 15 km individual (07.03)        | Tora Berger · Noruega · 42:30,0                                                          | Marie-Laure Brunet Francia 43:26,4                                                   | Helena Ekholm · Suecia · 43:41,1                                                 |
| 10 km persecución (04.03)       | Daria Domracheva · Bielorrusia · 29:39,6                                                 | Magdalena Neuner · Alemania · 30:04,7                                                | Olga Vilujina · Rusia · 30:55,0                                                  |
| 12,5 km salida en grupo (11.03) | Tora Berger · Noruega · 35:41,6                                                          | Marie-Laure Brunet Francia 35:49,7                                                   | Kaisa Mäkäräinen · Finlandia · 35:54,3                                           |
| Relevos 4 × 6 km (10.03)        | Alemania · Tina Bachmann · Magdalena Neuner · Miriam Gössner · Andrea Henkel · 1:09:33,0 | Francia Marie-Laure Brunet Sophie Boilley Anaïs Bescond Marie Dorin-Habert 1:10:01,5 | Noruega · Fanny Horn · Elise Ringen · Synnøve Solemdal · Tora Berger · 1:10:12,5 |

### Mixto
| Evento                                | Oro                                                                                               | Plata                                                                 | Bronce                                                                                      |
| ------------------------------------- | ------------------------------------------------------------------------------------------------- | --------------------------------------------------------------------- | ------------------------------------------------------------------------------------------- |
| Relevos 2 × 6 km + 2 × 7,5 km (01.03) | Noruega · Tora Berger · Synnøve Solemdal · Ole Einar Bjørndalen · Emil Hegle Svendsen · 1:12:29,3 | Eslovenia Andreja Mali Teja Gregorin Klemen Bauer Jakov Fak 1:12:49,5 | Alemania · Andrea Henkel · Magdalena Neuner · Andreas Birnbacher · Arnd Peiffer · 1:13:02,1 |

## Medallero
| Núm. | País            | Oro | Plata | Bronce | Total |
| ---- | --------------- | --- | ----- | ------ | ----- |
| 1    | Noruega         | 4   | 1     | 1      | 6     |
| 2    | Francia         | 3   | 5     | 0      | 8     |
| 3    | Alemania        | 2   | 1     | 2      | 5     |
| 4    | Bielorrusia     | 1   | 1     | 0      | 2     |
| 4    | Eslovenia       | 1   | 1     | 0      | 2     |
| 6    | Suecia          | 0   | 2     | 3      | 5     |
| 7    | Rusia           | 0   | 0     | 2      | 2     |
| 8    | Finlandia       | 0   | 0     | 1      | 1     |
| 8    | República Checa | 0   | 0     | 1      | 1     |
| 8    | Ucrania         | 0   | 0     | 1      | 1     |
|      | TOTAL           | 11  | 11    | 11     | 33    |